# Transneft
JSC Transneft (Транснефть) er en statsejet russisk pipeline-transportkoncern med hovedkvarter i Moskva. Det er med over 70.000 km rørledning verdens største olierørledningsvirksomhed. I rørledningerne transporteres 80 % af den olie og 30 % af de olieprodukter, der er produceret i Rusland.
Transneft blev etableret af Ruslands regering 14. august 1993, som i dag ejer 78,6 % af virksomheden.